# 小雙俠 (2008年動畫版)
《小雙俠》（英語表記：Yatterman）是從2008年1月14日到2009年9月27日在日本電視台系列上播放並且由讀賣電視台和龍之子製作所製作的電視動畫。包含限定版、全62話。
為從1977年播放到1979年的富士電視網電視動畫《小雙俠》（以下、本項目寫成「第1作」）的重製版，但未打上“時間飛船系列”的標題。也是時間飛船系列的第一部重製作品。

## 概要
所要找尋的東西從第一代的「4個骷髏石」到本作變成「要收集一定數量的骷髏指環」並且為了尋找它們而前往世界各地。其他、和第1代的各種要素有所不同。不僅有針對小雙俠系列、也有針對許多對龍之子動畫作品的致敬而成為集龍之子動畫於大成的作品。

## 每一集劇情的基本流程
基本上除了某些特殊情況（例如第25話和第50話以及最終戰還有劇場版），劇情都會依以下的流程進行：
小雙俠恰巧在杜倫布賊黨進行黑心生意的地點附近閒逛→小雙俠發現疑似是杜倫布賊黨進行黑心生意的店鋪→有客人發覺被騙→其他客人紛紛要求退錢→杜倫布賊黨帶著騙來的錢逃離現場。
小雙俠跟著杜倫布賊黨到他們的基地→骷髏兵衛來通知骷髏指環的下落→小雙俠躲在杜倫布賊黨和骷髏兵衛視線的死角中偷聽→杜倫布賊黨以騙來的錢用來製造機器人→雙方乘坐各自的機械人前去尋找骷髏指環→杜倫布賊黨奪得骷髏指環→雙方用機械人對決→雙俠機械陷入困境→小雙俠2號丟擲機器元素，讓嚇死人不償命機械登場→嚇死人不償命機械打倒杜倫布巨大機械。
杜倫布賊黨趁被打飛出去時，鑑定骷髏指環→不論真偽杜倫布賊黨都會被骷髏兵衛以各種理由處罰，但如果是真正的骷髏指環時，則會在空中放煙火→小雙俠擺出勝利姿勢，與骷髏指環的相關人物也會跟著一起擺出勝利姿勢→小雙俠瀟灑地回家→最後由旁白小山做結尾。

## 登場人物

### 小雙俠（ヤッターマン）
小頑（小雙俠1号）
声：吉野裕行（幼少時代：瀧田樹里）（日本）／張裕東（香港）／李世揚（台灣）
故事主角。本名高田頑，是個喜歡修機械的13歳少年。
本作中性格有被更改、與第一代相比、變成平常性格相當懶散，優柔寡斷且對感情遲鈍。所以老是被杜倫布團假借其名聲騙錢而散財。但只要打開開關的話、就會變成有點懶但卻和第一代相同充滿正義感的小雙俠1号。
雖然有著會為了小愛而將機械加以輕量化來方便她使用的體貼、但因為對感情遲鈍，即使被她邀去約會、也只會回答「真麻煩」或「沒有興趣」而拒絕。加上會對可愛的女孩或女藝人一見鍾情、可說是有著追星族的傾向、所以老是被小愛所嫉妒而因此慘遭痛擊或是用電擊手杖加以電擊。雖然不曉得有沒有一直關心她、但他原本要在最終集告白卻因為雙俠龍的亂入而告白不成。不過在擺出勝利姿勢後會握著小愛的手，而小愛也因為有所回應而握著小頑的手來互相傳遞兩人的心情。武器神奇劍球可變成掛在腰上的裝備，但第1代和電影版中所能用出的電擊功能、本作中卻被取消。
第42話中、愛吃的食物不是2008年-2009年當時小孩子所愛吃的食物、而是昭和時代的孩子們所喜歡的食物。第56話中，也可以知道他是名鐵路迷。
小愛（小雙俠2号）
声：伊藤靜（日本）／楊善諭→曾佩儀（香港）／林美秀（台灣）
喜歡小頑的13歳少女。本名上成愛。第1話中慶祝13歳的生日、星座是摩羯座。
喜歡的話是「百分百的感激」、「百分百最愛機械了」等有加上「○○百分比」的字的口頭禪。老家和一代一樣是開電氣店。
和只是單戀小頑的第一代有所不同、會有一直邀他去約會等積極行動、但由於小頑對感情遲鈍所以老是無法傳達她的心意、而一直過著嫉妒不已的生活、不過在最終話中接受了小頑的告白（由於雙俠龍的亂入而無法正確傳達）、之後小頑握住她的手，而她也握緊小頑的手而終於真正表達了自己的愛，個性相當小心、對於杜倫布團假藉其名的詐欺買賣行動往往很快就先知道。有著當變身和說出固定台詞時會眼睛發出亮光來和小頑的牙齒發出亮光相呼應及用飛吻來送出愛心的可愛一面。
武器電擊手杖可變成掛在腰上的裝備。另外還追加可以調整電力的機能、從第29話以後變身前就有裝備、不過也常常被小頑激怒時會拿來電擊他，可說是相當傲嬌。
骰子人（香港：骰仔人）（Omotchama）
声：高橋智秋（日本）／林丹鳳（香港）／馮友薇（台灣）
支援小雙俠的骰子狀機器人。眼睛內除了內藏熱成像儀或全像攝影以外、在其骰子點數內還可以跑出各種物品或機械。能從嘴裡吐出火燄。個性有點孤僻、還有因為看到自己最初的設計圖而氣到把它燒掉的場景。第一人稱是「波奇」、語尾會加上「○○、骰子」、負責每次的標題和下集預告的旁白（第36話以降）等點與第1代相同、但以下有一些不同點。
- 其身體正面上的骰子點數第一代是出現6點、本作變成5點。電影版變成4點。
- 是在小頑教導小愛製作機械的樂趣後，由她所作出來的機器人。雖然小頑也有作出另一張設計圖、但被小愛以不可愛而拒絕、不過有被她採用裡面的骰子形狀當造型。而在第1代中則由高田德兵衛（小頑的父親）所製作、電影版則變成小頑所製作。
- 聲音有加上效果音。
- 有加上電源紐、可用來充電。當關掉電源時，眼睛會轉動。

### 杜倫布賊黨一行人
杜倫布賊黨（Dorombo Gang）是一支企圖盜取「骷髏指環」以實現自身利益與夢想，並藉由各式各樣的詐騙手法攫取財富的不法之徒，而小雙俠與他們有著不共戴天之仇。每次出場迎戰小雙俠大多難逃慘遭滑鐵盧的下場，除了伯亞基研製的杜倫布賊黨機器人被摧毀外，他們也會飛到九霄雲外，並伴隨著杜倫布賊黨骷髏標誌般的蕈狀雲冉冉上升，值得一提的是，初期時杜倫布賊黨的基地空間非常的大，但隨著劇情的發展，而變的越來越小，直到後來已經只有一個車庫的大小了（至於放置以及製造機械人的地方，可能是有在地底下建一個專門製造機械人的地下室）。
多龍芝（Doronjo）
声：小原乃梨子（日本）／謝潔貞（香港）／馮友薇（台灣）
杜倫布賊黨女首領，24歳。
由於開始感到年老而想要得到生命延續技術，於是開始企圖要取得骷髏指環而能夠擁有「永遠年輕的美貌以及被許多帥哥和寶石包圍」。和第1代及OVA版的《タイムボカン王道復古》（以下、《王道復古》）不同、一開始就因為戴著面具而沒有露出真面目。另外雖然是個徹底的壞人（伯亞基談）但在做詐欺販賣時仍有壞人的自尊心、不但對紙餡包子虛假新聞事件感到嫉妒、在第18話時作詐欺買賣，結果因為使客人開心而讓她的心情變差。一方面、將第11話中的候補骷髏指環還給正在舉行結婚典禮的情侶、而被小雙俠1号（小頑）評價是「好人」、第21話中能知道她會搭乘丸之內線去接近茗荷谷車站的學校。
第24話中、在USA学園中以《多啦A夢》的靜香風的打扮登場、這是因為小原過去負責配大雄所致並且還打算戴著和大雄一樣的眼鏡、結果當旁白的山寺以「饒了我吧」來阻止她。不過第59話中還是和剛剛的理由一樣、而有戴著和大雄一樣的眼鏡。
和第1代一樣的緊身衣的性感打扮依究不變、但露出度則比1代更加明顯。但一方面、第一代中一直持有的煙斗、抽煙場景以及露點的演出、隨著時代經過變成禁止播放而被砍掉。所以會有想要抽煙時就停住而改舔棒棒糖的場景。
和第1代一樣討厭老鼠。
最終話終於露出真面目。由於一度想要得到永遠的美貌、而用未來用的夢幻式全自動洗衣機型時光機前往未來、但最後因為想起過去合作的往事而又回來。
在《小雙俠×東芝》的web動畫、則是會在睡覺時穿著睡衣。
伯亞基（Boyacky）
声：八奈見乘兒（日本）／林國雄（香港）／李香生（台灣）
杜倫布賊黨的機械設計開發・作戰指揮人員，25歳，穿著綠色服裝，身材又老又瘦，留八字鬍，而且兩顆上顎門齒為最顯眼的外觀，口頭禪是「給你聞香」（按下按鈕時，類似某隻黃色青蛙的「按下去」）。
依然不變而喜歡女高中生、所以想要得到骷髏指環而成為「比今天更帥一點的帥哥並且被許多女高中生包圍住」。由於擅長製作機械而被小雙俠1号（小頑）看成對手、所以在肉搏戰時老是找他挑戰。和第1代一樣、對於多龍芝、總是有趁亂襲胸或偷看她洗澡等性騷擾行為。而與1代不同的是，平常時不會露出肚臍、須等到因為指令後的爆炸而讓衣服破破爛爛或是在作詐欺買賣時才會露出來。另外本作中把叫作「變化槍」的手槍裝在腰帶上。槍頭還能換成雷射槍或火炎噴射器、還能夠成為搶走骷髏戒指的手臂。本作中是盜賊團中唯一有全名出現的人（布茲古薩・伯亞基）。
第24話中、在USA学園中以《爆球Hit! 轟烈彈珠人》的政雄風的打扮登場。
與第1代一樣出身福島縣会津若松市、而在故鄉中有一位叫作小花（声：岡本茉利）的情人、為了成為一流的蕎麥麵條店而來到東京。OVA中有著擁有一家店的實力、但在本作中卻因為不能說很好吃、而一直失敗，結果遭到麵店解僱、於是因此加入盜賊團。現在也在叫作「会津屋」的蕎麥麵店兼差、不過因為實力太差而只能洗盤子。
本作中還有著可以模仿「伯亞拓栽」或「伯亞裕二」等藝的人的技巧、而配音的八奈見乘兒則是在不知道這個由來下就進行演出。
除了擅長製作機械外，還有著擅長比任何人都還要早按下路線巴士下車紐的能力。但也會太早下車而無法到達目的地的時候。和小頑一樣、第56話中說出自己是資歷10年的鐵道狂。
有個叫作「大河原」的友人（第59話）。大河原還將盜賊團機械候補的「白色長角的機器人」和「圓滾滾的藍色矮胖機器人」以傳真機送過來、結果被他生氣的說「邦男、你想要和日本動畫界為敵嗎?」。
最終話中、由於想要回到有小花在的会津若松、而搭乘東北新幹線（E4系）、但在郡山車站中，因為想起過去合作的往事而又回來。
《快樂快樂月刊》中則有以他為主角的搞笑漫画《ボケボケ伯亞基》連載著（到2010年2月号連載完畢）。
東茲拉（Tonzura）
声：立壁和也（日本）／陳卓智（香港）／吳文民（台灣）
杜倫布賊黨中的怪力男・機械製作補佐負責人員，30歳，穿著紫色服裝，身材矮胖且滿臉鬍渣，頭腦簡單，只知道靠自己的怪力解決。
是一個講關西腔的大胃王。對小雙俠2号（小愛）一見鍾情、所以想要得到骷髏指環而可以「想要和像她一樣最美好的新娘結婚並且每天吃到她親手做的菜過著幸福的結婚生活」。因此在進入肉搏戰時都會找她決鬥、把小雙俠1号看成情敵。由於被多龍芝看不起、所以雖然不為對她性騷擾但卻會和伯亞基一起偷看她洗澡。和伯亞基一樣平常時不會露出肚臍出來。本作中裝備有「水壺槍」的機槍。平常時則是以長筒狀來裝在腰帶上、能夠伸出握把和槍管而變成一把機槍（但由於擅於肉搏而很少用）。第32話中和《王道復古》同様，其副業是個沒人氣的演歌歌手的經紀人。第58話中的露天澡堂的入浴畫面是他初次露出真面目。稱伯亞基為「伯亞洋」。
在《小雙俠×東芝》的web動畫中因為對2号的單戀而使他吃不下飯食事、但反而因此瘦身成六頭身的身材（第一人稱也從「わい」變成「僕」）、但在告白不被接受後又因為暴飲暴食而又回復原狀。
能夠看到其有著像是配音員立壁和也的代表角色胖虎般的演出。不但是個音痴、還多次有唱歌的場景。第24話中在USA学園中還以胖虎的打扮登場。
最終話、一度因為想要在原始時代大受歡迎、於是用波亞基所作像是《多拉A夢》裡的時光機跑到原始時代，但後來還是跑回來了。回來時還稱波亞基與多龍芝是他「心中的好友呀〜」。
骷髏兵衛（Dokurobei）
声：瀧口順平（日本）／張錦江（香港）／李世揚（台灣）
對多龍芝一行人下令的謎之人物、這個故事中的幕後黑手。第35話雖然出現了和第1代一樣、留著鬍子像是忍者的打扮並且說出「實際上需要十個骷髏指環」的話、但依就不變地是個謎之人物。而在以前的OP中也只有影子登場、就連在限定版第2彈也有類似的人物出現。最終話和第1代一樣在擁有骷髏石後出現其真面目XYZ星人。
教唆杜倫布賊黨一行人到大部分都講錯的地方去取得骷髏指環，有時似乎會為了處罰杜倫布賊黨，而故意將根本不存在的物品說成是骷髏指環（第16、21話）。從第1話到第35話時、在下令後都會有稱為「骷髏小常識」來介紹在有骷髏指環的地方和這次故事的關係來展現其冷知識並且與第1代一樣講完後就直接在杜倫布團一行人面前爆炸（在劇場版片尾后在處罰杜倫布賊黨時也有講出跟當時的處罰項目相關的「骷髏小常識特別篇」）。另外也有進行和1代一様的「比媽媽還恐怖的處罰」的興趣、即使杜倫布團一行人拿到真正的戒指、也還是會用「給觀眾的殺必死」「猜題不正確」等無數理由、並且以稱為對情報失誤的道歉的親切行動來執行處罰。然後這個處罰數到第34話終了時、從第1代開始算起總共達到144次。
但在故事中、像是限定版第2彈中就沒有進行處罰、之後取代的則是在「不當人的話會變什麼？（來自系列作的逆転イッパツマン）」中和平常一樣對三人組進行嚴厲的處罰以及在第31話中省去了處罰時間。
與第1代不同的是、他並沒有把小雙俠看成敵人、除了下達「打倒小雙俠」的命令外就不會對他們有任何行動。即使在機械戰中輸給小雙俠他們、但只要能得到真正的戒指就算完成工作目的。就連對於骷髏獵人也不在意、即使被他們搞到輸掉、也依然無所謂地對杜倫布賊黨進行處罰。本來杜倫布賊黨一行人應該認識他，但他為了完成自己的目的而奪去3人的記憶變成雙方是初次見面。（但也有三人想起來的時候）
很溺愛孫子骷髏煩。基本上雖然對於杜倫布賊黨是S屬性而相當嚴格、不過在看到孫子時。就連多龍芝他們也說出「真寵孫子」「在孫子面前就變成一般的爺爺了」等話。特別是最終話中、他雖然盜取全世界的人的願望、但由於骷髏煩說出想見到媽媽的話、讓他一改態度而用在XYZ星的NASU火箭在最後場景中回到地球。當然，對於骷髏煩也沒有施展過下命後的爆炸和處罰。就連爆炸時、骷髏煩很靠近盜賊團時，也會張開防護罩來保護他不受波及。
最終話中、他所找尋的骷髏指環是1年半前他對骷髏煩說「要去散步」而來到地球遊玩時忘在地球上以及能讓他隱藏在骷髏島上的真面目出現的鑰匙。之後由於變成需要「50個骷髏指環」加「7枚骷髏內褲」，而讓島上的秘密因此成謎。
雖然全身是謎，但有幾點仍然曝光。
- 患有花粉症（第35話）
- 有去過美容院（第53話）
- 喜歡吃拉麵（《小雙俠×東芝》外傳編2）

骷髏煩
声：三瓶由布子（日本）／林芷筠（香港）／林美秀（台灣）
第35話的最後登場、骷髏貝之孫、XYZ星人。
和骷髏兵衛一樣、語尾會加上「 - 噠貝」、第一人稱是「ワレ」。第36話以後和杜倫布賊黨一起行動、主要是負責監視杜倫布賊黨和尋找骷髏指環。擁有變聲器和可以鑑定骷髏指環的機械手臂、搭乘豬型機械人豬姐來移動。也會使用爺爺的聲音來下令或處罰。喜歡吃白飯、漢堡和荷包蛋、也喜歡把這些加一加作成「骷髏煩丼」。多龍芝他們都稱他為「煩」「小煩」。
喜歡小雙俠2号（小愛）、第36話中親了她的臉頰。從那之後就稱她為「小妞」、每次和她見面都多次向她告白、但由於小愛只愛小頑而失敗。有時也會享受像是「ポッポポッポー的親親」等對小愛的妄想、但卻被豬姐說是「真冷清呀」。即使被小愛的電擊手杖攻擊、也會因此感到滿足般地享受著。第58話的最後抓到小愛、最終話中透過嚇死人不償命機械的相簿機械說出「好想吃媽媽做的漢堡」而改變心情，於是將小愛釋放。
有時會有「去買烤鰻魚用的花椒」「到百老匯看戲」等私人行動。因此雖然杜倫布賊黨都會接到骷髏兵衛有關這些事情所下的命令、但也被他們懷疑是不是骷髏煩捏造這些命令。
第58話中能知道他就是骷髏指環獵人的首領。
豬姐
声：高橋智秋（日本）／何璐怡（香港）／馮友薇（台灣）
從第36話（正確來說是第35話ED）登場、為骷髏彭所搭乘的豬型機械。
外表看起來像是小豬存錢筒、但身上不但穿著衣服而且戴著耳環、尾巴還有個心型標誌。第一人稱是「人家」，還會說出「無聊死了」「真的是超火大的」等辣妹用語。它也是本作中唯一沒有聲音效果的機械。由於杜倫布團一行人不懂辣妹用語、所以有時也不懂它想說的意思。能從眼睛發射睡眠光線、也能從鼻子發射出有骷髏標誌的氣體或飛彈、而且還可以用腳部的火箭推進器來讓骷髏煩飛到空中或把自己的尾巴當成螺旋槳來在水中移動。
對於骷髏煩喜歡小愛的事情、當初（第36話）會說出「煩少爺、真是有女人緣呀〜」等話。但之後、卻會有稱小愛是「恐龍妹」等否定她的話。還幫助小頑一起阻止骷髏煩和小愛的婚禮。
角色原型則是來自柳原可奈子。
由於高橋智秋也配另一個角色骰子人、所以也會和它一起擔任下回預告的旁白。

### 骷髏指環獵人
由骷髏煩所率領的一群獵捕骷髏指環的獵人，是本作的第三勢力，基本上是與杜倫布和小雙俠競爭骷髏指環，而且除了骷髏煩和雷·奧克多·達文機，每位成員在出場時都會擺出他們的招牌動作，順序是﹕
1. 將身體擺成「Ｄ」的形狀。
2. 將雙手成「＼／」擺在大腿內側重複兩次。
3. 將雙手呈「︺」雙腳呈「︹」，呈大寫Ｈ的形狀。

以上就是是骷髏獵人的招牌動作（順帶一提，楣塔基兄弟首次登場時，分別由哥哥聖因德‧楣塔基擺出順序２、３的動作、弟弟路易德‧梅塔基擺出順序１的動作）值得一提的是，每位骷髏獵人在第一次出場時，除非擺出以上姿勢並報出名號，否則即使看到骷髏獵人身上的標誌，小雙俠和杜倫布賊黨的人也看不出來那個人的身分其實是骷髏獵人，而且除了合點以外，其他成員都沒成功取得過任何一枚真正的骷髏指環。
骷髏獵人首領
声：三瓶由布子（日本）／馮錦堂（香港）／李香生（台灣）
骷髏獵人中的幕後黑手、與骷髏兵衛一樣充滿許多謎題、第58話中被揭發其真面目就是骷髏煩和豬姐。
第51話以黃色的骷髏之姿登場、但從那時的声音腔調就有變化、變成講話的語尾會加「 - 噠貝」而且其擁有可以用來鑑定骷髏指環的機械手臂的造型也和骷髏煩一樣。另外第58話前半第一人稱是「ワレ」、還有在搭上九州新幹線（800系）「つばぺ」電車時，會變得很興奮的孩子氣的一面、而有著被認為像是骷髏煩般的行動。
聖因德・楣塔基
声：岸尾大輔（日本）／李凱傑（香港）／吳文民（台灣）
梅塔契兄弟的哥哥。特徴是一頭藍髮。武器是细劍。能夠使用美少年流口水光束來讓女孩子因此對他言聽計從、但對於只喜歡小頑的小愛卻沒用。
第58話中和首領及雷·奧克多·達文機起搭乘達文機機械、不過在首領說出要解散骷髏獵人後被從機械裡放出去並且因此行蹤不明。
路易德・楣塔基
声：德本恭敏（日本）／曹啟謙（香港）／李世揚（台灣）
梅塔契兄弟的弟弟。特徴是一頭粉紅色頭髮。和哥哥一樣帥。武器是鞭子。平常在麥當勞打工。
另外負責配音的德本除了配他外、還以駕駛座機械為始而在每次都配了許多配角的聲音，像是（新聞主播、被詐欺的客人等）。
美滿不美滿的美滿
声：井上麻里奈（日本）／何璐怡（香港）／馮友薇（台灣）
第41話登場。有著像是科學家的打扮、而穿著白衣和眼鏡。在她的熱褲上有著骷髏獵人的標誌。而她的真正目的是要研究骷髏指環而沒有想過要對它許願的事。雖然對小雙俠和杜倫布團的研究相當透徹、但關於小頑的資料卻正好相反。第41話的最後發誓要徹底研究到小頑、結果還是沒有成功。第58話中作出了可以打敗小雙俠的作戰計畫、並且讓杜倫布團照她的作戰書而遭到雷擊。平常則是擔任董事長的秘書。
肌肉合點
声：堀之紀（日本）／古明華（香港）／李世揚（台灣）
第51話登場。特徴是一身肌肉。和雙俠便利鵝一様會講英文，總是自認為是最優秀的。平常時就像他的名字一樣擔任藍領工人（負責道路工程）、並且在他的安全帽上有著骷髏獵人標誌。高興時會說出「I am Nomber one」或像是「胸肌要摸看看嗎？」等「○○肌、要摸看看嗎？」的話，而特別強調他自己有多優秀還有其一身的肌肉。不但是小雙俠和杜倫布團一行人，就連首領也說他是個「熱情到令人感到厭煩」的人。第51話中裝備著叫作「挖土機」的動力服、而用來和雙俠鼴鼠及杜倫布團機械（推土機鬥牛犬）戰鬥，結果就是成為骷髏獵人中唯一取得真正骷髏指環的人，也是唯一一個不會因為擺出骷髏獵人招牌動作而感到羞愧的人。
第58話中透過雷·奧克多·達文機的指示而作出達文機機械並且結合其怪力、而發揮了和東茲拉差不多的功能。
芭芭拉
声：一城美由希（日本）／伍秀霞（香港）／林美秀（台灣）
第55話登場。是個年老的女性占卜師。背後有著像是背包的東西並且在裡面放有骷髏獵人的標誌。會念著叫作「芭芭拉　芭芭拉　團團轉」的催眠術咒語、來操控小愛及杜倫布團機械（婚禮蛋糕）。雖然不能對雙俠豆腐鯊施以催眠術、但透過使用電撃、而讓不僅是豆腐鯊、包括裡面的狗・便利鵝・安康魚・鼴鼠也跟著無法戰鬥。平常時在竹下通中做占卜師。
雷·奧克多·達文機
声：八奈見乘兒（日本）／林國雄（香港）／李世揚（台灣）
第58話登場。被芭芭拉召喚的文藝復興時代的鬼，臉和聲音很像伯亞基。骷髏首領認為他是李奧納多·達文西的鬼魂。就連坐在駕駛座時也和伯亞基一樣坐在右邊。他所製造的達文機機械還成功打倒過雙俠機械、但由於被骷髏首領稱讚而說出「連豬都能爬上樹、那靈魂也可以升天了」而成佛。而他所做的機械與雙俠機械在一陣激戰後最終還是被打倒。

### 其他人
旁白（小山）
声：山寺宏一（日本）／葉振聲（香港）／李香生（台灣）
為小雙俠系列第5代旁白。會用認真的態度來說明。
與初代旁白・富山敬一樣、大量配豬或客串角色的聲音並且本作中還加上全部的機械的聲音。其中還在《MONOMANE BATTLE》以模仿藝人身分演出的山寺、也會模仿第11話的東国原知事、第28話的美川憲一等藝人。
從「我來說明一下！」為始等台詞雖然繼承富山敬的風格、但和富山一直同情老是失敗的杜倫布團相比、山寺有時也會對杜倫布團或小雙俠一行人來吐嘈、還會以像是ゼンダマン的「トミー・ヤマケ」般的二頭身造型（但在未配音的畫面中是八頭身）登場、對於客串演出的藝人們也會對他們講說「○○先生(小姐)辛苦了！」。
由於杜倫布團一行人都稱他為「小山」，所以自己在登場時也會自稱為「小山」。
歷代龍之子動畫角色和機械
除了限定版第1彈由三船剛和馬赫号、科学小飛俠以及第26話中過去的三惡客串演出以外。、有時其他角色也會以行人、看熱鬧的人、看板或石像等方式來友情客串。例如，第1話中有哈啾大魔王的石像、第3話中有複製人卡辛圖案的分割畫面、第28話中有褞袍超人圖案的座墊、在旁還有小頑和小愛在褞袍超人中的打扮。而科學小飛俠角色也在限定版第1彈之前的第2話中有吃著章魚燒的場景及有時會以詐欺買賣的客人或看熱鬧的人的身分登場、登場次數相當得多。第33話中則有會講出男前の仮面、「 - なのら」「おかあたま」等和ヤットデタマン中的コマロ王子一樣的豐臣秀賴登場。然後第59話中オタスケサンデー号也在由杜倫布團所訂購的機械要送去給在無人島的他們時出現數秒鐘。
客串角色
毎回都有各種客串角色登場、之中也忠實地再現了這些實際的名人。大部分角色的聲音由他們本人親自配音，也會以他們的長相來設計角色外型或機械造型。但一些名人則會找配音員來配音，例如和田秋子的聲音就由高橋智秋負責。
演出的名人如下表所述
- 叶姐妹（第7話）
- 御法川法男（御一、御二郎、御三郎）、久本雅美（雅美）（限定版第1彈）
- 大柴亨（托路）（第20話）
- 黑瀨真奈美（黒瀨老師）（第24話）
- 渡邊鐘（小雙俠3号）、魚君（本人）（第25話）
- 生瀨勝久、深田恭子、ケンドーコバヤシ（真人電影版的杜倫布團一行人）、笹川廣（本人）（限定版第2彈）
- 松村邦洋（第26話）
- 江戶晴美（第27話）
- 小林幸子、西尾夕紀（參加紅白機械合戰的女歌手和藝人）、神谷明（第28話）
- 中山秀征、夏目三久（被杜倫布團一行人騙錢的客人）（第39話）
- 腐男塾（被杜倫布團一行人所騙的的男学生）（第47話）

其他在限定版第1彈登場的有《Zoom in!!SUPER》的ズーミン・チャーミ登場。第28話中則有負責唱OP・ED的大和美姬丸及ET-KING登場。第34話中有在第1代中配小愛（小雙俠2号）的岡本茉利負責演出波亞基的愛人‧小花。第40話中則有在第1代中配雙俠橫綱犬的緒方賢一負責演出太空人‧波曼。
第33話中在小雙俠電影版中扮演小頑的櫻井翔則負責帶有電影宣傳的執行中的打招呼。
第55話中則有負責唱主題曲的高見澤俊彥以被騙錢的客人身分登場。

## 雙俠機械
日本版配音全部都由山寺宏一擔任，故下表各個機械的配音分別表示香港版與台灣版的配音員。

### 第一部登場機械

#### 雙俠狗
聲：何承駿（香港）／吳文民（台灣）
外表上雖有所不同、但基本性能和第1代一樣、也繼承了チンジャラ砲・放水・骨頭型機械元素等點。設計和第1代一樣由小頑的父親・高田德兵衛所設計。語尾會加上「 - 汪」、講話會有點含糊不清。
本作中是設定成原本是小頑為了完成「要在小愛的生日前修好並且一起駕駛」的約定而要讓它復活、但小頑卻忘了約定而到了小愛生日時依然沒有完成、不過在它聞到小愛的襪子味道後而啟動。喜歡小愛。在初期的官網中還有「對於小愛以外的女孩子都沒興趣」的說明、但在劇場版中則會對於其他母犬機械相當有興趣。
基本上是作為地上戰用、雖然它無法飛行或在水中及地裡行動、但卻有辦法在水面上航行、還可以用直立的姿勢爬上陡峭的斜坡、而可以在地球上的任何地方行動。也能透過雙俠便利鵝背著它飛行或將車輪裝上特殊零件而在鐵道上行走。因此因為實用高且可以在狹小的地方通行、所以登場次數遠高於其他雙俠機械。
被多龍芝稱為「大汪汪」也被由山寺自己擔任主持人的「おはスタ」中稱為「喂汪汪」。
當初是以消防車為原型設計出來的，在製造過程中小頑原本是想讓它擁有一些必殺技，而曾經想過要在雙俠狗身上裝火焰放射器，但被以「這樣就不像消防車了。」為理由否決（不過這項設計在劇場版登場的雙俠狗零號的身上得以實現。），因此改成可以製造名為「嚇死人不償命機械」的小型機械軍團。
常在戰鬥時遭到杜倫布團偷襲而一度陷入困境、並且透過機械元素的力量而加以逆轉。
和電影版不同的是，走高速公路時不會利用ETC。
有著收集撿到的拖鞋並且埋起來的興趣。
介紹
- 全長3公尺
- 總重1.1噸
- 最高時速300公里
- 採用油電混合系統。
- 記憶
  - 在它的頭部中裝有像是綠寶石形狀的正義之心結晶。其職司雙俠狗的記憶、只有失去它就無法發揮功能。在電影中第一次把它展現出來、另外雙俠零號也有一個像是黑寶石的記憶。

和第1代的差別
- 頭上的閃光燈形狀（第1代中只有一個燈、本作中變成十字架的形狀）。
- 頭上的排氣管、肩膀、左足的操縱桿（可以前後左右移動）。
- 裝有汽笛且手可以離開操縱桿而擺出萬歲姿勢或格鬥（第1代中則是被固定著而無法離開）。
- 腳部的輪子數（第1代中左右各兩輪、本作中變成左右各三輪）。
- 使用雙俠零號的記憶可以變成雙俠King（第1代中在第45話被破壞、第46話中則被修好而變成雙俠King）。

#### 雙俠便利鵝
聲：李致林；曹啟謙（代配）（香港）／李香生（台灣）
第14話登場（正確來說是第二個op時）。由現在的小頑設計，但因為現在的科技無法完成而交給未來的小頑完成並且由現在的小頑帶回來現在。講話會夾雜英語。第一人稱是「Me」。初登場時時聲音非常狂野，但以後變成相當高亢且有英國腔。
當初討厭被命令，並且因為自己的高性能而很看輕舊型的雙俠狗、但在經過自己被杜倫布團所騙以及被雙俠狗的強烈的正義之心打動後而稱它為「前輩」。不過還是常會有強調自己的高性能而讓雙俠狗變得很失落的時候。
當被多龍芝叫作「雙俠家鴨（與第1代一樣）」「東方白鸛」時、會氣到說出「Me可是便利鵝阿！」。而以「被敵人的女首領搞錯名字因此生氣」為理由的、在第1代還有雙俠橫綱狗（第96話中被多龍芝說是「你根本是小雙俠中的相撲諧星嘛」、被伯亞基說是「你不是相撲中最爛的嗎」、因此讓它氣到說「不對！我是橫綱等級呀！」）。接下來在要離開陸地時還被坂上二郎搞笑地說「飛吧、飛吧」。
最近利用翅膀切割刀來作盆栽。在最終回的騙人預告中、之後擁有孩子還因為寵愛孩子而變得無法戰鬥。
設計細節如下所述。腹部和1代一樣配備有鵜鶘型的進行曲機械。其機械元素則是泥鳅型。
介紹
- 全長4公尺
- 總重2.5噸
- 最高飛行速度2馬赫
- 機能上、能在宇宙飛行但因為供給空氣的問題而不行。

與第1代的不同
- 1代中和雙俠狗一樣都是由小頑的父親所做好但放在一邊而由小頑所完成、本作中則和上述一樣。
- 羽毛和噴射器與前作相比增加了飛行用的物品。
- 能變成飛行模式。
- 能把雙俠狗裝在背上。
- 雙翼裝有刀片（主翼前端呈刀狀、在飛行模式時能把敵機械瞬間切斷）。
- 背部裝有「鵜鶘砲（二連發式巴祖卡火箭筒砲）」。
- 能潛入水中進行水中戰（但無法一直呼吸，且有深度限制）。

#### 雙俠安康魚
聲：葉振聲（香港）／李香生（台灣）
第25話登場。由現在的小頑設計和完成的雙俠機械、個性也和他一樣、講話充滿藝人的風采、初登場時因為小頑的關係而認真地懷疑自己的個性。第一人稱是「俺ら」（有時會用「ワス」或「オイラ」）語尾會加上「 - 達斯」。還會像是かまめしどん般講出東北方言、時常能夠交雜著方言來饒舌。有時不但會有像是藝人鼠先輩一樣的登場方式，也會像藝人木村卓寛一樣來吟詩。（※根據小頑的構想、如果照他的設計原本預定會變成一隻熱血且相當酷的機械、但因為不有趣而沒有做出來）
會被杜倫布一行人稱為「鯰魚（和第1代一樣）」或「鄉下仔」或是「雙俠比目魚」時會相當憤怒。順便一提前、關於小頑會以安康魚作為新機械的原型的理由是因為對小愛說出「因為它長的和生氣的小愛一樣呀」、結果就是在駕駛座裡被小愛痛打一頓。
和雙俠便利鵝一樣、其設計細節也如下所述，在新舊之間有很大差異。
使用機械元素時會跑出小型的安康魚進行曲機械、還裝有兩台的刺魨。必殺技是後部的螺旋槳可以用來進行旋渦攻撃以及以提燈的強烈光芒使出「安康魚閃光」（在「小雙俠×東芝」web動畫第11話中稱為「安康魚閃光狂熱」）、另外web動畫第12話中還裝備雷射光。其機械元素和1代一樣是紅豆麵包型並且能用在駕駛座內的嘴巴來吃下去。不過也和其他雙俠機械一樣可以用自己的嘴巴吃掉，像在第31話、第35話、第53話中。
第40話中在機體下面裝備兩台保特瓶型的鯙科噴射器來突破大氣層進行宇宙飛行。還能夠在裝備噴射器的情況下回到地球或在大氣層內飛行。這個噴射器在第5個OP中已經登場、第58話又再度登場。另外還有將駕駛座內部加以投影的機能。第57話中，因為故事和昆蟲有關、而以「獨角仙版本」變成獨角仙的造型（安康魚曰這就是「變裝」）登場。
到海底時的路線是「小雙俠基地」→「秘密水路」→「玉川上水」→「井之頭公園的池子」→「神田川的地下調整池」→「新宿的地下鐵（東京地下鐵丸之內線・副都心線）的下面水路」→「御茶之水車站旁邊（神田川）」→「台場」。
介紹
- 全長5公尺
- 總重3.2噸
- 最大潛水深度1萬哩

和第1代的不同點
- 能知道從基地到海裡的路線（第1作目中只有基地→水路是一樣、但其他部分省略）。
- 不擅長在寒冷的地方戰鬥（第1代中、第32話和第54話中就算在極地戰鬥也沒事）。
- 宇宙飛行時、需要專用的噴射器（第1代的第28話中就直接飛到月球上）。
- 腹部沒有車輪而裝了履帶（航行中會被收起來）。
- 第1代中的駕駛座在本作被移到安全帽狀的前頭部裡、眼睛部位加上瞳孔而使得表情更加豐富。
- 當吃下機械元素製造小型機械軍團時的音樂不同。

#### 雙俠橫綱狗
聲：李世揚（台灣）
橫綱狗（鬥犬）型機械。第1代中雖然是先發機械、本作中變成只在第27話登場的客串機械。名字由平假名的「よこづな」變成片假名的「ヨコヅナ」。為江戶時代小頑的祖先高田岩之介（たかだ がんのすけ）（声：菅沼久義）所做的巨大機關的身分登場。由於是以木頭和紙做的內有機關的紙模型、所以對於鐵製的杜倫布團機械，在還沒使出必殺技エドハルミヨン前就被快速打倒。

### 本作的原創機械

#### 雙俠豆腐鯊
聲：劉昭文（香港）／吳文民（台灣）
第36話登場。以鯨鯊為原型。為了解決不同的雙俠機械到達目的地所花的時間、而由小頑所開發的巨大飛行戰艦，為體型最大的雙俠機器人。和第1代的「雙俠王」、「雙俠象」同様、擔任超大型飛行母艦的角色、內部能夠搭載雙俠機械。不過因為基地無法擺放它、所以把它放在離基地十公里的湖底的倉庫中並且待機著。平常都是在水中、出動時會開啟專用的排水溝來排水。排水後、會出現「能夠出動真是太感謝了的場景」並且流下（大量的）淚水出動、實際上則是進行第二次排水。出動時，小雙俠基地上面的發射口會打開（但卻不會因為風壓而給基地周圍建物・住民帶來麻煩、因為周邊的紅綠燈會全部閃紅光、並且張開電磁防護罩）。語尾會加上「 - 豆腐」。由於容易落淚的性格而不愛戰鬥。這和真正的鯨鯊不會攻擊人是一樣的。因此雖然不會有嚇死人不償命的機械、但會在特別時會吃下仙貝型機械元素。腹裡的進行曲機械、實際上是用來釣鯨鯊的磷蝦型機器人並且會用三角鐵發聲。戰鬥時由於堅持要一對一、所以基本上只會讓一台雙俠機械出動（但會支援）。假日時會去太平洋找尋女友。
最終回的騙人預告、擁有能破壞月球（？）的「置網砲」的武器。
順便一題，第45話中在紐約由於違規停車而被警察逮捕、即使骰子人呼叫它出來也沒用。
第36話以後大部分都有出場、但在基地所在地的国分寺附近（第43話、第46話、第56話）則是由雙俠狗出場（因為無法任意移動）及宇宙裡（第40話）則是由雙俠安康魚出場（因為不能在宇宙飛行）。
介紹
- 全長70公尺
- 總重50噸
- 最高飛行速度3馬赫

#### 和雙俠King與雙俠象的不同點
- 最多能搭載6機、到雙俠鯨鯊完成時，也結束了能搭載三機的準備工程（雙俠King只能搭載3機、象只能搭載4機）。從雙俠土撥鼠登場時、能搭載雙俠狗、雙俠便利鵝、雙俠安康魚、雙俠土撥鼠4機、但剩下的2機還在準備當中。最終回即使搭載了雙俠龍2.0只搭載了五機並且還剩1機的空位。（可能是為了搭載留在托伊托伊王國幫忙重建的雙俠金鋼而刻意留著用的，以便未來雙俠金剛回歸時使用，關於雙俠金剛的資料請看劇場版）
- 當鯨鯊完成以後除了還在製作的機械以外，搭載了全部既存的機械（ブル・ドジラ・パンダ&コパンダキン是在裝備變更時以及橫綱狗是在雙俠象完成同時，新開發的機械）。因此讓雙俠狗初次從母艦機械出動（雙俠King是以被破壞的雙俠狗為基礎所改造出來的）。
- 無法在宇宙飛行（王和象都行）。這是因為在要幫機械增加宇宙飛行機能時、被小頑以「豆腐鯊會無法自由移動」的理由而被他所否決。
- 由於不會用來近距離移動、所以不會讓它平常就用來收納所有機械（王和象則是被用來作為平常收納雙俠機械的倉庫）並且還讓它在出動前就放在倉庫中。
- 由於無法抓住外面的側邊、所以小雙俠一定都從背部到達駕駛座（King和象則是能抓住外面側邊來搭乘）。駕駛座是3段式、從下段依序是小頑・小愛‧骰子人分別就位。出發時則由小頑和小愛同時按下出發用的按紐來出動。
- 其倉庫和基地被分開（King和象則放在同一基地）。
- 初次作為母艦機械而有自己的機械元素（雙俠King是因為前身是雙俠狗而有機械元素、而只作為母艦的雙俠像則是沒有機械元素）。

#### 雙俠土撥鼠
聲：馮錦堂（香港）／吳文民（台灣）
第39話登場（正確來說是從第5個OP）。以鼴鼠為原型。頭上戴著附有頭燈的安全帽以及用防光的墨鏡、右手持有鏟子、左手持有鶴嘴鋤、鼻尖則是鑽頭、尾巴部分則有削岩機（但削岩機最能用來挖洞、不知為何喜歡用鼻尖上的鑽頭挖洞）。其墨鏡和雙俠安康魚一樣裝備有投影機能。包含第1代、雖然是為了雙俠機械不擅長地下戰而被開發、但它卻不喜歡地下也不喜歡挖洞。第一人稱是「私」，性格基本上會使用敬語、語尾也會加上「○○、有意見嗎？」、由於老是在地下所以也有點灰暗並且好講理。有著不輸給雙俠安康魚的講話方式、能用茨城腔或栃木腔講話。喜歡安靜的地方。劇場版中一邊說著「飛行、有意見嗎?」一邊和其它雙俠機械一起飛行。
興趣是玩電玩和作日光浴。玩電玩有著專業的實力（不過不擅長玩打地鼠。另外在玩時，手會變成鎚子。）。
透過機械元素除了能從腹部出現鼴鼠型的進行曲機械、還搭載有搔癢蚯蚓。而其機械元素的形狀是奶油烤菜、能透過駕駛座内的微波爐將裝有烤菜的盤子放進去並且吃掉。在腹部的桶子內還裝有三台土撥鼠型機械、在喇叭聲響起時和便利鵝・安康魚一様、是用嘴巴來發聲（但在第54話省略進行曲機械的部分、第39話・第48話・第51話中則是沒有響起）。小頑當初原本要用蚯蚓型的機械元素來作候補、但被以「太奇怪了」而拒絕於是只好改成奶油烤菜型。
第39話初登場以來、到第51話時約有三個月沒出動。這時即使在第48話、第50話登場、但卻沒有出動戰鬥。為此小頑跑去問它會不會因為出動太少而生氣、但被它回答「也好」而沒有這方面的問題。但一方面雙俠土撥鼠雖然注意到自己出動次數太少、但由於在狂玩當時發售的某RPG系列最新作而完全不在意。
小頑當初在構思地下用機械時，曾為了要用「雙俠土撥鼠」或「雙俠螻蛄」而困擾過。螻蛄型的機械、在雙俠土撥鼠初登場的第39話中，則是以杜倫布團機械「卡啦ok螻蛄」身分登場。
介紹
- 全長3.3公尺
- 總重2噸
- 最高時速90公里。

以土撥鼠為原型的機械，還有《ゼンダマン》的ゼンダ土撥鼠和本作的嚇死人不償命機械。

#### 雙俠龍
聲：古明華（香港）／吳文民（台灣）
第47話登場。以龍為原型。原來是傳説世界的龍神、但在現實世界中自己被放在祠堂的石像由於有損害而被小頑修好、很欣賞他的溫柔於是將小雙俠一行人召喚到傳說世界中。就在他被以其額頭上的勾玉為目標的杜倫布團逼到困境時、小愛立刻給予牠（雙俠狗用）機械元素而讓牠進化成雙俠龍
由於已經存活了數千年、所以講話帶有古風。反應很大、而且行為會像歌舞伎般的動作。其所用的機械元素和前代登場的雙俠鯨一樣為銅鑼燒型（第55話中登場）。使用機械元素後腹部會生產龍型的進行曲機械、並且用銅鑼代替喇叭來發聲。
第一人稱是「某」、也會用「拙者」。
在現實世界中雖然其姿態已經消失、但小頑將其勾玉加上小雙俠的標誌及龍的鬍鬚並且帶回現在。
之後只有在危機時才會登場、所以不是隨時隨地都能出現並且還要配合地方、方位、時間。
第58話中被達文奇機械攻擊及交換而一度消失、最終話中復活成「雙俠龍2.0（第二代雙俠龍）」。因此雖然可以被雙俠豆腐鯊搭載、但卻沒有實際的搭載畫面。
當它講話時的BGM名字是來自於山本正之製作人出道作《燃えよドラゴンズ!》並且加以加工使用。

### 其他雙俠機械

#### 嚇死人不償命的機器人
當各雙俠機械陷入危機時、只要吃下「機械元素」、就能它們體內製造並且從嘴巴的輸送帶上出現的小型機械人。平常都是以集團方式來攻擊、但也可以合體變成巨大機械、而所謂的「機械元素」是種能將能量儲存起來的容器、並讓雙俠機械能藉由這種能量製造機械、因為出來時會嚇死人不償命、所以稱之為「嚇死人不償命機械」、然而「機械元素」似乎也有讓生物變成雙俠機械的力量（50話）。
基本上被變更成由小愛丟「機械元素」給雙俠機械。但在限定1時間SP中變成由小頑來丟「機械元素」以及第12話中由骰子人來丟。
和第1代不同、名稱從最初就統一為「嚇死人不償命機械」。另外也取消了依據機械元素來決定嚇死人不償命機械的外型。有一度出現複數種類的機械或是由複数的雙俠機械一起製造出同一種的機械。
本作中、以CG來呈現嚇死人不償命機械的製造過程。像是雙俠狗、雙俠鵜鶘、雙俠安康魚（包括第53話）、但也會因為故事進度而加以省略。
基本上都是以杜倫布團機械為攻擊目標而不是去攻擊杜倫布團、除了讓他們因此被卷入爆炸外不會對其生命產生危害。第10話則是例外、為了拯救騎乘處罰三輪車而侵入櫻島火山口的杜倫布團、而出動「挫冰機械」。
第57話中、除了出動在第1代中就有登場的螞蟻機械外、由於杜倫布團也不斷作出模仿嚇死人不償命機械所作的假機械、而讓雙方變成像是第1代般的大混戰。

#### 鯙魚噴射器
声：德本恭敏
雙俠安康魚用來宇宙飛行的鯙科型噴射器。2匹會有會一直講的「鯙魚！鯙魚！」的口頭禪。由於其造型而暗示了是小頑用在理科實驗的水火箭。不但能在宇宙用，也能在大氣層內使用、但多少會有點失控

#### 刺豚
声：不詳
雙俠安康魚上所搭載的兩台河豚型機械。臉就像是搞笑藝人‧ハリセンボン一樣、還會有「我們是河豚啊」的吐嘈。和河豚一樣會全身鼓起並且長出尖刺來加以攻擊杜倫布團機械、讓它們痛到從水裡跳出來。

#### 搔癢蚯蚓
声：不詳
雙俠土撥鼠屬所搭載的蚯蚓型機械。就像其名一樣會進行搔癢攻撃。也是雙俠鼴鼠少數的朋友。

## 杜倫布賊黨機械
杜倫布團機械多數由三浦潤也和德本恭敏負責。第26話中則由松村邦洋負責。

### 杜倫布賊黨巨大機械
由杜倫布團每次搭乘前往目的地並且用來戰鬥而被破壞或按下自爆紐自爆的機械。透過詐欺買賣所得的資金而全部由伯亞基設計並且由東茲拉幫忙所製造。相對於第1代每次都是以詐欺買賣的種類來設計機體，而本作中則多有針對目的地所設計的機械。操控和攻擊主要由伯亞基負責、也也會依據機械而由多龍芝按下攻擊紐（不過有時也會誤按自爆紐）、東茲拉則是武器的動力源（會因為體力耗盡而喪失攻擊力）。和雙俠機械一樣擁有自我意識、而多次發出獨特的聲音。由於擁有自我意識而不受操控並且會發揮其獨自的習性。在其駕駛座的背後還擁有多龍芝專用的浴室及用來脫逃兼鑑定骷髏指環用處罰三輪車。另外也會因機械的不同而讓三輪車和指環鑑定機分開來。
有時會有第1代登場的機械的復刻版、像是限定版第2彈中有第1代第1話登場的ダイドコロン、第40話中有第1代第35話登場的スカンタコ的復刻版、並且因為過去的失敗而和雙俠機械再戰（關於第40話、其處罰也和第1代是同樣的）。

#### 處罰三輪車
雖然是台協力車但車尾裝有火箭噴射器。
在車頭部分的骷髏標誌中變成與骷髏兵衛聯絡的通信機，而標誌也可以用來鑑定骷髏指環的真偽。

#### 被嚇死人不償命機械
為了對抗嚇死人不償命機械而由伯亞基所作的假機械、就像是第1代後期、真假機械也會各自互鬥著。初登場是在限定版第2彈、將模仿雙俠狗的「機械元素」所做的「邪惡元素」丟給杜倫布機械而一度打膈著、另外還有模仿小型機械軍團的骷髏機械會在小鼓響起後而登場。這時負責解說的旁白小山就會直接吐嘈說「雖然全是學人的啦」、小頑也會說出「你根本在模仿嘛！」。在節目後期、則變成伯亞基不用邪惡元素而直接按按紐來讓他們登場。當初的名字原本是嚇死人會打膈機械、但在第34話中變成ギックリコッキリメカ、第46話和第47話及第57話中變成ギックリコレッキリメカ、第55話中變成チャッカリコッキリメカ等而隨著伯亞基的意思來改名，臺灣版則一律翻譯為「被嚇死人不償命機械」。

### 駕駛座機械

#### 誇獎豬（過場豬）
声：山寺宏一（預告編第6彈和電視廣告編：富山敬）(日本)／李世揚(卡通頻道版本)／林谷珍(迪士尼頻道版本)(台灣)／馮錦堂（香港）
小雙俠中最令人熟悉的機械、和第1代同様當多龍芝極力稱讚伯亞基時、會有豬爬上椰子樹然後說出「只要誇獎得宜，連豬都會爬樹」來對伯亞基吐嘈。有時也會他們全體進行吐嘈並且常常也會有「連豬都能植毛」等不同的用法。相對於第1代中會慢慢爬樹、本作中則是會立刻爬上去。另外、本作中頭部圍著藍色圍巾。從第1集到第24話時每回都會登場、但第25話以降就改成由本作中新創的機械登場、而讓它變成不定期登場。其中還有會模仿藝人‧江戶晴美、綾小路きみまろ等名人的版本或不爬椰子樹的版本、而且也會在駕駛座外的地方登場。
隨著場景不同，豬也會有做出許多不同的事（像是放鬆、模仿、冒險等）「て？」（「然後呢？」的簡稱）等可說是用來作過場畫面的版本（表記為「過場豬」）。在場景轉換而登場的場合中、發揮了就像是過去《逆転イッパツマン》的「嘴唇機械」或《タイムボカン2000 怪盗きらめきマン》的「那個骰子」一樣的功能。
另外、在第55話中也有著和泡麵公司Acecook的招牌圖案「こぶた」一樣的廚師打扮、並且手持餛飩麵而說出「只要誇獎得宜，連豬都能爬樹，要吃餛飩麵嗎？」的版本。在杜倫布團機械以黑毛和牛為原型所做的燒烤「動橫隔膜牛舌王」機械登場的那一回（第52話）中、以會被做成烤豬而被杜倫布賊黨吃掉，所以要請假一次為由而只有椰子樹登場並且還只留下一封信。但是過場豬仍有登場。在第58話中、在A部分結束時的過場中代替小頑、由過場豬以小雙俠1号的打扮登場、劍球上還寫有「で」的字。

#### 掃興機械
声：山寺宏一
第1代前期經常登場的機械、本作中則相當少登場。

#### 嘆息豬
声：山寺宏一
和第1代台詞有異。

#### 攻擊預報機械
声：高橋智秋
和掃興機械同様、本作中則相當少登場。

#### 讚美豬
声：山寺宏一／李世揚(卡通頻道版本)／林谷珍(迪士尼頻道版本)(台灣)
追加了「能生在這個世上還真辛福」的台詞。

### 本作原創機械
只在本作中登場的機械。從它們登場後、就讓誇獎豬變成不定時登場。。

#### 爆炸頭鴨
声：高橋智秋(日本)／林美秀(卡通頻道版本)／錢欣郁(迪士尼頻道版本)(台灣)
留著紫色爆炸頭的家鴨型機械。和誇獎豬一樣會在伯亞基被誇獎時登場、在「啊哈哈哈」的大笑後、然後一邊「啊啊、開心個什麼勁呀」一邊嘆息著而消失、來對伯亞基他們吐嘈。也有和誇獎豬・過場豬・佐代豬一起演出的版本。

#### 耍冷骷髏
声：山寺宏一(日本)／李世揚(卡通頻道版本)／林谷珍(迪士尼頻道版本)(台灣)
穿著大衣一副怕冷的中年上班族風的骷髏型機械。主要是在多龍芝冷笑話或伯亞基被誇獎時登場、會說出「好冷、錢包好冷清、你們的笑話也好冷」而消失、來對伯亞基他們吐嘈。

#### 春風骷髏
声：徳本恭敏(日本)／李世揚(卡通頻道版本)／林谷珍(迪士尼頻道版本)(台灣)／潘文柏（香港）
在櫻花樹下拿著酒瓶然後用單手枕著的骷髏型機械。和誇獎豬一樣會在伯亞基被誇獎時登場、會說出「比起溫暖的春風，你們讓人更想睡著」而消失、來對伯亞基他們吐嘈。雖然是骷髏但額頭上卻有皺紋。

#### 倒立河馬
声：德本恭敏(日本)／吳文民(卡通頻道版本)／林谷珍(迪士尼頻道版本)(台灣)
倒立過來的河馬。和誇獎豬一樣會在伯亞基被誇獎時登場、會說出「蛋〜笨！」（「笨蛋！」的反句）而消失、來對伯亞基他們吐嘈。

#### 佐代豬
声：山寺宏一(日本)／林美秀(卡通頻道版本)／錢欣郁(迪士尼頻道版本)(台灣)
穿著紅色裙子並且留著辮子的豬型機械、是誇獎豬的女性版、別名佐代豬。和第1代的嘆息豬一樣會在杜倫布賊黨要被打倒前登場、會說出「(さようなら)那麼就來」加「(おなら)屁」的「(さよ･おなら)那麼就放個屁吧」的話並且放出沒有意義的屁。並且會稱這樣是自爆紐的啟動。也有和誇獎豬與過場豬同時演出的版本。

### 從小雙俠系列作的其他作品中登場的機械

#### 合唱烏鴉
声：山寺宏一
4隻一組的烏鴉型機械。最初由最大的3羽先唱出「攻擊吧！攻擊吧！攻擊吧！」來合唱加油、但最後卻會變成由最小的一隻唱出「攻擊絕對會失敗吧！」的會讓人擔心會輸掉的話後而消失。

#### 可惜星人
声：不詳
以第1代中用演出身分參加的押井守為原型。會在本來快要贏但卻輸掉讓人感到相當可惜時，一邊唱歌一一邊消失的機械。

#### 打拍子星人
声：高橋智秋、伊藤靜
臉就像是拉鍊皮包的雙人組外星人。最初會一邊說著「試著攻擊吧！試著攻擊吧！試著攻擊吧！」並且以舞妓風的打扮一邊煽扇子一邊加油、最後則會說出「雖然認為不可能還是攻擊看看吧！」的讓人擔心會輸掉的話後、然後說出「チ拉緊！」而將嘴巴的拉鍊拉上而消失。

#### 泥鰍
声：徳本恭敏(日本)／李世揚(台灣)／葉振聲（香港）
當伯亞基按下按紐時會說出「泥鰍」而消失的泥鰍型機械。

#### 大笑烏鴉
声：高橋智秋(日本)／林美秀(卡通頻道版本)／錢欣郁(迪士尼頻道版本)(台灣)
在杜倫布賊黨又被打倒時，一邊大笑「啊哈哈哈」而沒有什麼意義的烏鴉型機械。初登場是第16話。

#### 占卜媽媽
聲：高橋智秋（日本）／許盈（香港）
以天氣預報的方式來占卜戰果、但絕不會說出令人擔心會輸掉的話。初登場是第7話。

#### 女蕪菁
声：高橋智秋(日本)／馮友薇(卡通頻道版本)／李明幸(迪士尼頻道版本)(台灣)
從ヤットデタマン以後，到怪盗きらめきマン時全作品中都有登場的機械。是個會說出「笨到家了」的「蕪菁」を狀中年女性型的機械。會在杜倫布賊黨攻擊產生差錯時登場。另外也在本作OP中登場。

#### DoReMi蝌蚪
声：伊藤靜、高橋智秋、小原乃梨子／林美秀(卡通頻道版本)／錢欣郁(迪士尼頻道版本)(台灣)
在唱完歌後、會發出嘆息而離開的蝌蚪型機械、是個用來刻意預言杜倫布賊黨會失敗的機械。初登場是第16話。
來自逆転イッパツマン

#### 茶壺
声：山寺宏一(日本)／李世揚(卡通頻道版本)(台灣)／馮錦堂（香港）
有附上眼睛的茶壺型機械。在杜倫布賊黨攻擊產生差錯時，會用關西腔一邊說著「不行、不行、這可不行」一邊沸騰著而離開的機械。

#### 女高中生機械
声：伊藤靜、高橋智秋、小原乃梨子／林美秀、馮友薇(卡通頻道版本)(台灣)
在杜倫布賊黨機械攻擊時、會用天命真女風般的舞蹈來跳舞並且說出「好強喔、好強喔、伯亞基！」「小伯亞基最近不是很強嘛？！」等話來鼓勵伯亞基的女性型機械。設計來自現代的女高中生（像是辣妹一樣）。第28話以藝人團體羞恥心的打扮登場。
順便一提，和舊作版相比，在電影版中從鎚子機械登場以來，就悄悄藏在無數個駕駛座機械中一起登場。

## 工作人員
一部分作画的人和舊作的工作人員相同、但除了總導演的笹川ひろし、機械設定大河原邦男、音樂神保正明和山本正之以外、全工作人員都被取代。
- 企画 - 成嶋弘毅（龍之子Production）
- 原作 - 龍之子Production企画室
- 系列構成 - 高橋ナツコ
- 角色設定 - 上北ふたご
- 機械設定 - 大河原邦男
- 美術監督 - 中村光毅
- 色彩設計 - 永井留美子
- 攝影監督 - 入部章
- 編輯 - 奥田浩史
- 音樂 - 神保正明、山本正之、深澤秀行
- 音響監督 -  清水勝則
- 音樂協力 - Universal Music
- OP分鏡・演出・作画監督 - さとうけいいち
- ED分鏡・演出 - 羽多野浩平
- 導演 - 鴫野彰（第1話 - 第17話）、菱田正和（第18話 - ）
- 總導演 - 笹川ひろし
- 製作人 - 永井幸治（讀賣電視台） 、栃平吉和（龍之子Production）
- 首席製作人 - 諏訪道彦（讀賣電視台）、田中修一郎（龍之子Production）
- 標題設計 - グラパチ、モギシンゴ
- 客串製作人 - 斎藤朋之（讀賣電視台）、渡邊季之（龍之子Production）
- 製作 - 讀賣電視台、龍之子Production

## 歌曲

### 片頭曲
《小雙俠之歌》（隨集數不同，會有不同人演唱及變化）
作詞：若林一郎 補作詞/作曲：山本正之
編曲・歌：音屋吉右衛門（第1話－第10話） 發行：DREAMUSIC
編曲：NAOKI-T
歌：ET-KING（包含限定版第1彈的第11話－第17話） 發行：Universal Music
編曲：深澤秀行 原創編曲：神保雅彰
歌：西尾夕紀（包含限定版第2彈的第18話－第28話，第22話的演歌版本） 發行：古倫美亞音樂娛樂
編曲：成田忍 原創編曲：神保正明
歌：腐男塾（第29話－第35話） 發行：Teichiku Entertainment
編曲・ 歌：高見沢俊彦（第36話－第59話） 發行：EMI Music Japan／Virgin Music
編曲：神保正明 歌：山本まさゆき、少年少女合唱団みずうみ（第60話）發行：JVC Entertainment／flying DOG

### 片尾曲
《diverge》（第1話－第10話）
作詞：Hiroko and Mitsuyuki Miyake/Hidemi Ino 作曲：Mitsuyuki Miyake 編曲：Mitsuyuki Miyake/Takasui Morio 歌：大和美姬丸 發行：Universal Music J 。
《皆既日蝕》（包限定版第1彈的第11話－第17話）
作詞：秋元康 作曲：水沢狛江、ババダイスケ 編曲：ババダイスケ、JULEPS 歌：JULEPS 發行：Universal Music J 。
《戀想曲》（第18話－第24話）
作詞：黑瀨真奈美、leonn 作曲：籐子、日比野元気 編曲：河野伸 歌：黒瀬真奈美 with 高嶋ちさ子 12人のヴァイオリニスト 發行：Universal Music J 。
《今》（包含限定版第2彈的第25話－第28話）
作詞：ET-KING 作曲&編曲：ET-KING 、NAOKI-T 歌：ET-KING 發行：Universal Music J 。
《GIVE ME UP》（第29話－第35話）
作詞・作詞:P.Nigro、M.Nigro、M.DeSan Antonio、日本語詞:Kanano Kato、編曲:Susumu Kawai
歌：玉置成實 發行：Universal Music J 。
《勝つんだ!》（第36話－第48話）
作詞・作詞:ジャジィはなわ、編曲:成田忍
歌：腐男塾 發行：インペリアルレコード
《從ZERO開始的故事》（第49話－第60話）
作詞：エガワヒロシ 作詞:松井亮太 編曲:吉田明広
歌:ワカバ 發行:Mother Enterprise

### 插入歌
《天才杜倫布'08》
作詞・作曲：山本正之 編曲：安部潤 歌：杜倫布團一行人（小原乃梨子、八奈見乘兒、立壁和也） 發行：Universal Music J 。
《馬赫GoGoGo》（來自《馬赫GoGoGo》）
作詞：吉田龍夫 作曲：越部信義 歌：ボーカル・ショップ
《科學小飛俠之歌》（《來自科学小飛俠》）
作詞：龍之子文藝部 作曲：小林亞星 編曲：ボブ佐久間 歌：子門真人、音羽搖籠會
《地上之星》（來自《PROJECT X〜挑戰者們〜》）
作詞・作曲：中島みゆき 編曲：瀬尾一三 歌：中島美雪
《-さんあく30年- 君を離さない チュッ☆》
作詞・作曲：山本正之 編曲：安部潤 歌：杜倫布團一行人（小原乃梨子、八奈見乘兒、立壁和也） 發行：Universal Music J。

## 各話標題
※標誌是因為版權問題而不被日本其他電視台播放，所以連帶在台灣、香港播出電視版時也不被播放，但卡通頻道、翡翠台及J2將限定版1以特別版形式播出。
| 播放日         | 話数    | 標題                                                                                      | 劇本                | 分鏡                       | 導演                  | 作画監督                            | 舞台                                             |
| -------------- | ------- | ----------------------------------------------------------------------------------------- | ------------------- | -------------------------- | --------------------- | ----------------------------------- | ------------------------------------------------ |
| 2008年 1月14日 | 1       | 小雙俠 誕生、骰子！                                                                       | 高橋ナツコ          | 鴫野彰                     | 剛田隼人              | 井口忠一                            | 東京・赤坂                                       |
| 1月21日        | 2       | 大阪章魚燒王大賽、骰子！                                                                  | 高橋ナツコ          | 菊池一仁                   | 荻原露光              | 西城隆詞                            | 大阪                                             |
| 1月28日        | 3       | ※獲得笨斯卡獎、骰子！                                                                     | 加藤陽一            | しのゆきひろ               | しのゆきひろ          | 高橋和徳                            | 美國・加州 好萊塢                                |
| 2月4日         | 4       | 北国的角色2008、骰子！                                                                    | 平見瞠              | 石屋義畝                   | 鈴木清崇              | 草間英興 後藤圭佑                   | 北海道・札幌                                     |
| 2月11日        | 5       | ※王子和巧克力城、骰子！                                                                   | 武上純希            | 中村憲由                   | 矢花馨                | 古池敏也                            | 捷克・布拉格                                     |
| 2月18日        | 6       | 花都的時尚流行、骰子！                                                                    | 本田雅也            | 大庭秀昭                   | 大庭秀昭              | 高木信一郎                          | 法國・巴黎                                       |
| 2月25日        | 7       | 富豪姐妹也很辛苦呢、骰子！                                                                | 渡邊大輔            | 鈴木幸雄                   | つるやまおさむ        | さいとうもも                        | 摩納哥                                           |
| 3月3日         | 8       | 潛入台場電視台、骰子！                                                                    | 加藤陽一            | 中村憲由                   | 萩原露光              | 西城隆詞                            | 東京・台場                                       |
| 3月10日        | 9       | 歐坦卡門的詛咒、骰子！                                                                    | 平見瞠              | 中村憲由                   | 矢花馨                | 飯田宏義 古池敏也                   | 埃及                                             |
| 3月17日        | 10      | 大河連續劇篤姬、骰子！                                                                    | 武上純希            | しのゆきひろ               | しのゆきひろ          | 高橋和德                            | 鹿兒島                                           |
| 4月14日        | 11      | 多龍芝女王正值青春年華、骰子！                                                            | 高橋ナツコ          | 玉川真人                   | 玉川真人              | 井口忠一                            | 宮崎                                             |
| 4月28日        | 12      | 千鈞一髮的骰子人、骰子！                                                                  | 本田雅也            | 西本由紀夫                 | 西本由紀夫            | 渡部圭祐                            | 美內華達州 拉斯維加斯                            |
| 5月5日         | 限定版1 | ※只限今晚杜倫布賊黨VS三門文泰 連你也一起腦力對決！ 科学小飛俠和馬赫號也登場特別篇、骰子！ | 加藤陽一            | 大庭秀昭 鈴木幸雄 中村憲由 | 大庭秀昭 しのゆきひろ | 宍戶久美子 高橋和徳 高田晃 錠前龍治 | 東京・港區                                       |
| 5月12日        | 13      | 巢鴨的教祖人物、骰子！                                                                    | 渡邊大輔            | 古川順康                   | 萩原露光              | 川口弘明                            | 東京・巢鴨                                       |
| 5月19日        | 14      | 雙俠便利鵝登場、骰子！                                                                    | 武上純希            | 中村憲由                   | 鈴木清崇              | 羽山賢二                            | 地球・石器時代                                   |
| 6月16日        | 15      | 雙俠機械反目成仇？、骰子！                                                                | 高橋ナツコ          | 中村憲由                   | 小林浩輔              | 古池敏也                            | 神奈川・橫濱                                     |
| 6月23日        | 16      | 找尋悟空真辛苦、骰子！                                                                    | 武上純希            | しのゆきひろ               | しのゆきひろ          | 高橋和徳                            | 中国                                             |
| 6月30日        | 17      | 要鑑定寶物就該是無價之寶、骰子！                                                          | 平見瞠              | さいとういたる             | 青柳宏宣              | 相坂ナオキ 山崎正和 井口忠一        | 石川・金澤                                       |
| 7月7日         | 18      | Old Days下町的夕陽、骰子！                                                                | 武上純希            | 玉川真人                   | 上村泰                | 井口忠一                            | 東京・ 千住火力發電廠附近 （昭和30年代）         |
| 7月14日        | 19      | ※在無人島來一場普雷達運動營、骰子！                                                       | 池田眞美子          | 榎本守                     | 榎本守                | 中武学                              | 無人島                                           |
| 7月28日        | 20      | 走投無路的托路、骰子！                                                                    | 高橋ナツコ          | 佐藤照雄                   | 佐藤照雄              | 戸部敦夫                            | 神奈川・江之島                                   |
| 8月4日         | 21      | ※抓緊波特的魔法寶物、骰子！                                                               | 平見瞠              | しのゆきひろ 鈴木幸雄      | 中島豊秋              | 高橋和徳                            | 茨城・筑波研究学園都市                           |
| 8月11日        | 22      | 當地英雄大活躍、骰子！                                                                    | 渡邊大輔            | 山崎和男                   | 雄谷将仁              | 川口弘明                            | 香川・琴平                                       |
| 9月1日         | 23      | ※發現水晶頭骨、骰子！                                                                     | 武上純希            | 中村憲由                   | 小林浩輔              | 古池敏也                            | 東京・淺草                                       |
| 9月8日         | 24      | USA選舉是大激戰、骰子！                                                                   | 渡邊大輔            | 菱田正和                   | 上村泰                | 井口忠一                            | 大分・宇佐(USA)                                  |
| 11月10日       | 25      | 雙俠安康魚登場、骰子！                                                                    | 高橋ナツコ          | 菱田正和                   | 羽多野浩平            | 草間英興                            | 海底                                             |
| 11月24日       | 限定版2 | ※今夜限定的杜倫布賊黨VS杜倫布賊黨！ 生瀨・友小・深居 那個英雄也都會登場特別篇、骰子！     | 加藤陽一            | 菱田正和                   | 上村泰 中島豊秋       | 高橋和徳                            | 東京・日活工作室                                 |
| 12月1日        | 26      | 歷代三惡全明星都出場了、骰子！                                                            | 本田雅也            | 中村憲由                   | 矢花馨                | 古池敏也                            | 兵庫・西宮 甲子園球場（附近）                    |
| 12月8日        | 27      | 決戰，江戶晴美在江戶GOOD、骰子！                                                          | 武上純希            | 大久保政雄                 | 大久保政雄            | 高橋和徳                            | 江戶・神田明神下 （江戶時代）                    |
| 12月15日       | 28      | 年底特別節目紅白機械合戰是大混戰、骰子！                                                  | 渡邊大輔            | 山崎和男                   | 榎本守                | 中武学                              | 東京・澀谷 （NHK大厅）                           |
| 2009年 2月2日  | 29      | 滑冰女王決定大賽、骰子！                                                                  | 本田雅也            | 羽多野浩平                 | 羽多野浩平            | 井口忠一                            | 滑冰選手權會場                                   |
| 2月9日         | 30      | 情人節去參觀工廠、骰子！                                                                  | 渡邊大輔            | 中村憲由                   | 矢花馨                | 古池敏也 細川修平 井口忠一          | 小熊餅乾 工廠                                    |
| 2月16日        | 31      | 小愛出現情敵了？、骰子！                                                                  | あかほりさとる      | 石踊宏                     | 山岡実                | 高橋和徳                            | 北海道・摩周湖                                   |
| 2月23日        | 32      | 紀錄片！？貼身採訪杜倫布賊黨24小時、骰子！                                                | 加藤陽一            | 鈴木清崇                   | 松尾慎                | 後藤圭佑                            | 東京                                             |
| 3月2日         | 33      | 搞啥呀！大阪變首都了？、骰子！                                                            | 武上純希            | 石平信司                   | 鈴野貴一              | 渡辺奈月                            | 大阪・大坂城 （大阪夏之陣）                      |
| 3月9日         | 34      | 不會吧！伯亞基退休？、骰子！                                                              | 渡邊大輔            | 阿部雅司                   | 中島豊秋              | 高橋和徳                            | 福島・会津若松                                   |
| 3月16日        | 35      | 再會了，杜倫布賊黨終於要解散、骰子！                                                      | 高橋ナツコ          | 佐藤真人                   | 榎本守 山崎和男       | 中武学 草間英興                     | 東京・東京灣                                     |
| 4月5日         | 36      | 緊急出動！雙俠豆腐鯊、骰子！                                                              | 高橋ナツコ          | 山崎和男                   | 松園公                | 井口忠一                            | 德國・巴伐利亞 菲森 （新天鵝堡附近）             |
| 4月12日        | 37      | 骷髏煩的喜馬拉雅山探險、骰子！                                                            | 渡邊大輔            | 中村憲由                   | 徳本善信              | 古池敏也                            | 喜瑪拉雅山                                       |
| 4月19日        | 38      | 新強敵骷髏指環獵人登場了、骰子！                                                          | 武上純希            | 石平信司                   | 鈴野貴一              | 渡辺奈月                            | 義大利・威尼托 威尼斯                            |
| 4月26日        | 39      | 大家好，我是土撥鼠，有意見嗎？骰子！                                                      | 加藤陽一            | 石踊宏                     | 中島豊秋              | 高橋和徳                            | 秘魯・庫斯科 馬丘比丘                            |
| 5月3日         | 40      | 太空人也有思鄉病？骰子！                                                                  | 武上純希            | 江上潔                     | 堀内直樹              | 川口弘明                            | 宇宙                                             |
| 5月10日        | 41      | 第2個骷髏獵人！夏威夷的阿嘍哈、骰子！                                                     | 赤尾でこ            | 佐藤真人                   | 佐藤真人              | 青野厚司                            | 美國夏威夷                                       |
| 5月17日        | 42      | 大型超市的打折戰爭！？骰子！                                                              | 赤尾でこ            | 飯田馬之介                 | 山崎和男              | 井口忠一                            | 巨大超市 「STCO」                                |
| 5月24日        | 43      | 在運動会上的猿蟹大戰、骰子！                                                              | 大久保昌弘          | 中村憲由                   | 徳本善信              | 古池敏也                            | 猿蟹町 町内運動會会場                            |
| 5月31日        | 44      | 忍者到底有幾個人呀！？骰子！                                                              | 渡邊大輔            | 石平信司                   | 佐藤昌文              | 中谷友紀子                          | 長野・雲隱忍者之里                               |
| 6月7日         | 45      | 7人小組的救助救援部隊、骰子！                                                             | 武上純希            | 石踊宏                     | 中島豊秋              | 高橋和徳                            | 紐約 布魯克林區                                  |
| 6月14日        | 46      | 大相撲杜倫布場、骰子！                                                                    | 本田雅也            | 江上潔                     | 堀内直樹              | 川口弘明                            | 東京・兩国国技館                                 |
| 6月21日        | 47      | 在澳大利亞裡給你聞香、骰子！                                                              | 武上純希            | 佐藤真人                   | 柳屋圭宏              | 武内啓 細川修平                     | 澳洲北領地 烏魯汝—卡塔楚塔國家公園 （艾爾斯岩）  |
| 6月28日        | 48      | 雙俠機械大圖鑑、骰子！ （特別編）                                                         | 高橋ナツコ 本田雅也 | 羽多野浩平                 | 羽多野浩平            | 井口忠一                            | 東京 小頑的家                                    |
| 7月5日         | 49      | 跨越在沙漠裡的銀河、骰子！                                                                | 赤尾でこ            | 中村憲由                   | 徳本善信              | 古池敏也                            | 摩洛哥                                           |
| 7月12日        | 50      | 它的名字就叫作雙俠龍！、骰子！                                                            | 高橋ナツコ          | 石平信司                   | 鈴野貴一              | 中谷友紀子                          | 傳説的世界                                       |
| 7月19日        | 51      | 骷髏獵人！在日全食真叫人興奮、骰子！                                                      | 渡邊大輔            | 石踊宏                     | 中島豊秋              | 高橋和徳                            | 鹿兒島・惡石島                                   |
| 7月26日        | 52      | 鬥牛對決真是激烈、骰子！                                                                  | 武上純希            | 橋本三郎                   | 堀内直樹              | 川口弘明                            | 西班牙・巴塞隆那 （聖家堂）                      |
| 8月2日         | 53      | 嗚呼♥阿芙蘿女神、骰子！                                                                   | 赤尾でこ            | 佐藤真人                   | 柳屋圭宏              | 井口忠一                            | 地中海・基普洛斯島                               |
| 8月9日         | 54      | 恐怖：洞穴的秘密、骰子！                                                                  | 大久保昌弘          | 松園公                     | 榎本守                | 雨宮哲                              | 富士山樹海洞窟                                   |
| 8月16日        | 55      | 最強多佛爾！小愛的運勢急上昇！？、骰子！                                                  | 渡邊大輔            | 中村憲由                   | 徳本善信              | 細川修平 可児里未                   | 多佛爾海峽 （多佛爾海峽附近）                    |
| 8月23日        | 56      | 夜快車獵戶星號，出發前進了、骰子！                                                        | 高橋ナツコ          | 佐藤昌文                   | 佐藤昌文              | 中谷友紀子                          | 鐵道冒險島                                       |
| 9月6日         | 57      | 蟲五郎的昆蟲王国、骰子！                                                                  | 本田雅也            | 石踊宏                     | 中島豊秋              | 高橋和徳                            | 南美洲・亞馬遜河附近                             |
| 9月13日        | 58      | 雙俠機械全輸掉了！、骰子！                                                                | 武上純希            | 江上潔                     | 堀内直樹              | 川口弘明                            | 鹿兒島霧島溫泉鄉                                 |
| 9月20日        | 59      | 骷髏兵衛復活、骰子！                                                                      | 渡邊大輔 菱田正和   | 菱田正和                   | 榎本守 柳屋圭宏       | 中武学 草間英興                     | 鹿兒島霧島溫泉鄉 ↓ 骷髏島 （骷髏兵衛的秘密基地） |
| 9月27日        | 60      | 再會了，杜倫布賊黨這次要解散了、骰子！ （最終話）                                         | 高橋ナツコ 菱田正和 | 山崎和男 菱田正和          | 菱田正和              | 羽山賢二                            | 骷髏島                                           |

## 相關作品

### 劇場版
《劇場版 小雙俠 新雙俠機械大集合！玩具国大決戰，骰子！》
2009年3月接著小雙俠電影版、動畫電影也在2009年8月22日由松竹上映。卡通頻道在五月七日首次在台播放。
以托伊托伊王国為舞台、能看到包含電影版原創機械的全體雙俠機械登場，特別是電影版的原創機械還在後半段的高潮部分中大大活躍著。並且本作也述說了小頑和父親的羈絆及雙俠狗的誕生。
然後小雙俠系列有劇場版新作、是繼1981年3月14日在「東映まんがまつり」内所上映的《タイムパトロール隊オタスケマン アターシャの結婚披露宴!?》以來，闊別二十八年後才正式登場。
搞笑藝人奧黛麗（春日俊彰、若林正恭）劇場版中特別演出。另外有為觀眾提供特典，是小雙俠遮陽帽。

#### 故事大綱
受到托伊托伊王国招待的小雙俠一行人，在充滿玩具的遊樂園「托伊托伊島」中和布拉蒙王子和国王以及帕茲魯大臣相遇。雖然小雙俠被寂寞的布拉蒙王子任性地要求和他一起玩、但卻因為謎之機械雙俠狗零號襲擊雙俠狗而陷入大危機。接著他們發現帕茲魯大臣企圖利用能把地球像是拼圖一樣破壞的宇宙釘子來征服世界，小雙俠等人最後是否能阻止他的陰謀呢，以回復托伊托伊島的和平？

#### 在電影版登場的人物
布拉蒙王子
声：澤城美雪（日本）／林美秀（台灣）／陳皓宜（香港）
托伊托伊王国王子。由於父親忙於工作而沒有陪他玩，使他感到寂寞而變得相當任性。
布利金國王
声：緒方賢一（日本）／李世揚（台灣）／蘇強文（香港）
托伊托伊王國國王和布拉蒙王子的父親。由於每天忙著創作托伊托伊島，而沒有時間陪自己的兒子玩耍。
帕茲魯大臣
声：森川智之（日本）／吳文民（台灣）／關令翹（香港）
托伊托伊王國大臣。企圖使用能破壞地球的宇宙釘要來征服世界。
跳舞花機器人
声：若林正恭（日本）／李世揚（台灣）／陳琴雲（香港）
一直陪在帕茲魯身旁的毒舌機器人。
高田德兵衛（たかだ とくべえ）
声：菅生隆之（日本）／李香生（台灣）／劉昭文（香港）
小頑的父親、高田玩具店店長。天才科学家而設計出雙俠狗。名字由來來自於TV第1代的主要贊助商タカトクトイス。初登場時的場景則是對科學小飛俠的南部博士的戲仿。
TV第1代也經常登場、但在第1代中卻是個「在製作雙俠狗和雙俠便利鵝到一半時放棄」「被詐欺買賣所騙、而買了用紙做的西裝（第20話）、被杜倫布賊黨在畫廊中所騙，以五百萬圓買了梵谷的《向日葵 》的贗品（第23話）」的糟糕父親而變得相當顯眼。
高田瞳
声：山下亞矢香（日本）／林美秀（台灣）／陳琴雲（香港）
小頑的母親。本作初登場（TV第1代中未登場）。

#### 電影版原創機械
雙俠狗零號
帕茲魯大臣所操控的戰鬥用機械，同時也是高田德兵衛製造的第二部雙俠機械（第一部是雙俠狗）。原本是國王為了討王子歡心而委託高田德兵衛製造的，但在高田德兵衛知道帕茲魯的陰謀後而放棄製作、之後被伯亞基完成（雖然表面上是完成了，但由於完成它的伯亞基對於雙俠狗零號的設計圖可以說是有看沒有懂，再加上在完成的過程中伯亞基一直急著想要跟高中女生開派對，所以很急躁的用鐵鎚敲打一下雙俠狗零號，但由於伯亞基敲打的這一下可能觸動到了雙俠狗零號的動力系統，所以才成功讓雙俠狗零號動了起來，但因為沒有自我意識的關係，所以正義之心結晶才一直沒有發揮作用，因為雙俠狗是在擁有自我意識的情況下啟動的，所以即使是失去正義之心結晶也會對小頑下達的指令感到疑惑，但雙俠狗零號卻不會，所以在沒有自我意識的情況下，正義之心結晶頂多也只有記憶體的功能而已，當然也可能是因為雙俠狗零號的個性比較沉默，不會去質疑主人的命令。）。武器分別是右手的火箭砲、左手的機槍、尾搭的劍、嘴巴的火炎放射器、背後的電撃裝置。也可以透握隱藏功能來隱匿身體（未使用），跟其他雙俠機械不同的是，身上的標誌並非代表小双俠的Ｙ（ＹＡＴＴＥＲＭＡＮ）而是代表帕茲魯的Ｚ（因為帕茲魯常被叫成茲魯，在其他跟帕茲魯相關的物品也有這個標誌，包含后來登場的鐵鎚機器人）。雙俠狗零號和雙俠狗一樣也有正義之心的結晶「記憶」（但卻是紫色的，雙俠狗則是綠色），而且在它被消滅後還留下了結晶而由小雙俠取得。
介紹
- 全長3公尺
- 總重1.5噸
- 最高時速380公里。

雙俠金剛
声：山寺宏一（日本）／李世揚（台灣）／馮錦堂（香港）
高田德兵衛所作的美式足球選手風的猩猩型機械。能把人就這樣抓起來而直接移動、如果為了雙俠小金剛還會賭上性命來行動。機械元素是香蕉型。勝利姿勢是搞笑藝人レイザーラモンHG的「フォー」。
是以猩猩為原型的善良機械、而在《ゼンダマン》也有ゼンダ猩猩的存在、另外親子的善良機械的表現、是自從TV版第1代的熊貓・小熊貓以來、由金剛和小金剛來加以呈現出來。
介紹
- 全長3.5公尺
- 總重4.5噸
- 最高時速180公里。

雙俠小金剛
声：高橋智秋（日本）／林美秀（台灣）
小猩猩是用作為布拉蒙王子貼身保鑣用的小猩猩型機械。能夠找到王子的所在地、當和骰子人接續在一起時能夠擴大範圍來搜索敵人。當金剛吃下機械元素時、可以作為進行曲機械而可以響起鐃鈸。
介紹
- 全長90公分
- 總重40公斤
- 最高時速70公里。

雙俠king
声：山寺宏一（日本）／吳文民（台灣）／伍博民（香港）
由於雙俠狗和雙俠狗零號融合合体完成的奇蹟最強形態。名稱和第1代一樣、和裡面和外觀都不同。機械元素則同樣是骨頭型。進行曲機械和第1代同樣的管弦樂版本。也裝備有2連發水槍和正義之盾。另外水槍還可以用來作成防護罩、必殺技是用水管噴出的水所用的水劍。但在戰鬥結束後又回到原來的雙俠狗模樣。登場時的背景中的字雖然中途切斷、但卻用英語和羅馬拼音而分別寫上左邊「雙俠狗零號」、右邊「雙俠狗」、下面「小愛、LOVE」。性格變成冷靜沈著、語尾會加上「-king」，真人版電影的設定跟第一代的設定差不多，只是它是在雙俠便利鵝完成之前利用雙俠狗遺留下來的零件完成的，而且也不能容納其他雙俠機械，而在第59話中在小山介紹大河原邦男時，第一代雙俠King的模樣也曾短暫出現在畫面中，並且和本代的雙俠King放在同一個畫面。
電影公開前的OP中只公開了剪影、但和實際上的狀況有所不同。另外TV版的終盤（第58話 - 最終話）中也有登場。當達文機機械（声：三浦潤也）召喚來的馬桶要將全部的雙俠機械吸入時、使用了雙俠狗零號的記憶而又再度從雙俠狗變成雙俠king並且和劇場版同様、戰鬥結束後就回復原狀。
介紹
- 全長6公尺
- 總重7噸
- 最高時速500公里。

和第1代的不同點
- 頭上的閃光燈形狀。
- 沒有手腕和汽笛的操控桿。
- 除了4足形態外、還可以變成接近人型的2足形態。
- 沒有可以收納其他機械的功能。

#### 工作人員
- 原作 - 龍之子
- 企画 - 丸山公夫、成嶋弘穀、野田助嗣
- 角色設定 - 上北ふたご
- 機械設定 - 大河原邦男
- 劇本 - 高橋ナツコ、渡邊大輔、菱田正和
- 音樂 - 神保正明、山本正之、深澤秀行
- 音樂天監督 - 清水静則
- 製坐人 - 永井幸治、栃平吉和
- 首席製作人 - 諏訪道彦
- 總導演 - 笹川ひろし（龍之子）
- 導演 - 菱田正和
- 動畫製作 - 龍之子
- 製作 - 劇場版動畫「小雙俠」製作委員会

#### 主題歌
片頭曲《小雙俠之歌》
作詞 - 若林一郎 補作詞/作曲 - 山本正之 編曲 - 高見沢俊彦/本田優一郎 歌 - 高見澤俊彦（發行：EMI Music・Japan／Virgin Records）
片尾曲《スマイライフ》
作詞/作曲 - AIMI 編曲 - ステレオポニー/BOND×mw  歌 - stereopony（發行：Sony Music Records）
插入曲《雙俠王 2009夏!動畫》
作詞/作曲 - 山本正之 編曲 - 深澤秀行 歌 - 山本正之
插入曲《天才杜倫布　電影動畫版》
作詞/作曲 - 山本正之 歌 - 小原乃梨子、八奈見乘兒、立壁和也

### 小雙俠×東芝
到2008年9月前由贊助商之一的東芝、在其官方網站內，以自家公司的產品為原型而由大河原邦男加以設計成原創機械並且使用Adobe Flash所作的網路動畫。全12話。故事雖然和動畫版相同、但不同的是不是收集骷髏指環而是要收集像是LSI形狀的骷髏晶片、而要讓雙俠機械能力提升的機械元素也變成放入了IC晶片的半導體機械元素。南明奈本人也和骰子人一起共同演出、第8話中也克串登場。（在故事中還有叫作「シャッターキング」（對「雙俠王」的台詞戲仿）的杜倫布團機械登場、並且小雙俠還因為衣服被埋起來無法變身而就這樣與杜倫布團戰鬥）
另外全12話終了後還做了五集外傳。而網站中也在2009年5月29日第一次、2009年11月16日第二次、2010年9月30日第三次進行更新。
2009年11月30日的「拯救東芝1号機!骰子!」的結尾公開後、暫時沒有新作出現、2010年8月24日在龍之子官方網頁上則發表了對「謎かけコロン対決だコロン!」進行後期錄音的消息、同年9月30日公開播放。
2011年2月中、全內容公開播放結束、「小雙俠×東芝」也跟著關閉起來。

#### 標題（全12話）
1. パワー・メタブレインで高画質骰子!
2. 1台筆電扮演四個角色真出色 骰子!
3. 用真空壓縮作出閃耀的飯粒骰子!
4. 夢幻的兩大明星共同演出 骰子!(客串角色、分別是東芝製的手機的印象吉翔物角色「東芝犬」和以骨頭為原型的吉祥物角色「骨子」登場。)
5. 用雙胞胎冷藏新鮮蔬菜骰子!
6. 乾淨空氣真清爽骰子!
7. 一直很安靜的颱風骰子!
8. 用小型記憶卡做出快樂的回憶骰子!
9. 用熱氣輕鬆完成純白色骰子!
10. 石窯爐是戀愛的味道 骰子!
11. 賭上自尊戰鬥吧 骰子!
12. 發現! 美好的寶物 骰子!（最終話）

#### 標題（外傳編）
1. 用美麗來完全交換 骰子!（外傳編1）
2. 在電力街中大決戰 骰子!（外傳編2）
3. 光榮的省電點數 骰子！（外傳編3）
4. 拯救東芝1号機!骰子!（外傳編4）
5. 謎かけコロン対決骰子!（外傳編5）

### 嵐★龍之子
《嵐★龍之子 animation film of Believe》
2009年3月4日由DWANGO開放下載、為《傑尼斯×龍之子》以嵐的新歌，也是小雙俠真人電影版主題歌的《Believe》為主所作的PV合作原創動畫。2009年10月28日發售的《5×10 1999-2009 音樂錄影帶完全精選!》也收錄有無剪接版。由嵐的成員負責配責配小雙俠系列的各個主角的聲音、內容則是小雙俠1号和杜倫布團味戰鬥並且得到其他作品的4個主角相助而戰勝的故事、原創設計的雙俠狗也有登場。

#### 登場角色
- 小雙俠1号：櫻井翔
- ヤットデタマン：二宮和也
- 丹平(タイムボカン)：大野智
- オタスケマン1号：相葉雅紀
- ゼンダマン1号：松本潤

## 外部連結
- 小雙俠綜合入口網站 （页面存档备份，存于）
- 小雙俠特集 【コドモ.DOGATCH】
- 小雙俠 × 東芝 〜心跳伻伻東芝機械〜 宣傳HP
- dwango.jp 嵐★龍之子 animation film of Believe （页面存档备份，存于）
- 劇場版小雙俠官網
  - 劇場版小雙俠官方頻道